# SMS Seeadler (1888)
Az SMS Seeadler egy háromárbócos, fémtestű vitorlás volt, melyet az első világháború idején a Császári Haditengerészet segédcirkálóként alkalmazott. A hajóra a németek zsákmányként tettek szert. A hajó eredeti neve Pass of Balmaha volt és amerikai zászló alatt hajózott 1916-ban az Északi-tengeren, mikor egy brit segédcirkáló brit zászló alá kényszerítve Nagy-Britanniába küldte. Kirkwallba vezető útján azonban az U 36 jelű német tengeralattjáró feltartóztatta és zsákmányként Németországba küldte tovább. A hajót egy speciális küldetésre szemelték ki, melyben vitorlás hajóként, de egy segéd dízelmotorral felszerelve kellett portyázást folytatnia a német felszíni flotta számára elérhetetlen óceáni vizeken. Átalakítása és felfegyverezése után gróf Felix von Luckner sorhajóhadnagy vezetésével indult bevetésére 1916 decemberében az Atlanti-óceánra, és a brit blokádon norvég hajónak álcázva jutott át. Az Atlanti- és Csendes-óceánon portyázva összesen 15 kereskedelmi hajót fogott el és süllyesztett el. A 225 napos tevékenysége végén, 1917 szeptemberében a legénységének figyelmetlensége miatt zátonyra sodródott a Francia Polinéziához tartozó Mopelia szigetén, és megsemmisült.
A hajó sértetlenül maradt legénységének egy kisebb csoportja Luckner gróf vezetésével egy motorcsónakkal útnak indulva próbált meg egy újabb hajót szerezni, amivel a portyázásokat folytathatták volna. Néhány sziget felkeresése után azonban fogságba estek, melyből Lucknernek több német fogollyal 1917 decemberében sikerült megszöknie és egy sónert eltulajdonítania, ám rövid idő múlva ismét elfogták őket. A hajóroncsnál maradtak egy francia vitorlást foglaltak le, amivel a Húsvét-szigetig jutottak el, és végül Chilében internálták őket. Mindkét csoport tagjai a háború után térhettek vissza Németországba.
A kalandos életű Luckner gróf háború után megjelent önéletrajzi könyve (Seeteufel) az egyik legnépszerűbb első világháborús élménybeszámoló lett, melyben részletesen ismerteti a segédcirkálójának útját és a legénységének későbbi sorsát.

## Elfogása előtti története
A hajót Pass of Balmaha néven bocsátották vízre 1888. augusztus 9-én a Robert Duncan & Company hajógyárban, a skóciai Port Glasgow-ban. A vitorláinak teljes felülete 2600 m², a
hajótere 1571 BRT volt. A vízrebocsátását követő hónapban szállították le David R Clark számára, aki a glasgow-i Gibson & Clark társtulajdonosa volt. Az itteni kikötőben 95087 hivatalos számozással és KTRP betűjelzéssel regisztrálták. 1908 februárjában a Pass of Balmahát 5500 £ áron eladták a montreali The River Plate Shipping Company Ltd-nek. A honi kikötője ezután is Glasgow maradt, de bostoni érdekeltségeket szolgálva működött. 1910-ben a montreali Ship Pass of Balmaha Company Ltd-hez került át, ahol a torontói George I Dewar menedzsmentje alá tartozott. Mindkét vállalatot amerikai hajózási és fakitermelési érdekeltségek irányították. Röviddel az első világháború kitörését követően a Pass of Balmaha új tulajdonosával, a Harris-Irby Cotton Company társasághoz tartozó New York-i Harby Steamship Company Ltd-vel bostoni regisztrációt és amerikai zászlót kapott.

## Elfogása
A Pass of Balmahát az U 36 német tengeralattjáró fogta el 1915-ben némiképp különös körülmények között. A hajó New York Harborból 1915 júniusában indult útnak Arhangelszkbe gyapotszállítmányával. Útközben a brit Victorian segédcirkáló ellenőrzés végett megállította Norvégia partjainál. A Victorian kapitánya fegyvereseket küldött át a fedélzetére, hogy ellenőrizzék le a szállítmányát, nem szállít-e csempészárut. Miután gyanúsnak találta a hajót, az Orkney-szigeteken lévő Kirkwallba küldte további vizsgálatok elvégzéséhez. Egy tiszt és hat tengerészgyalogos maradt hátra a fedélzetén zsákmányszemélyzetnek biztosítandó az utasítás szerinti továbbhaladást. 
A britek azt is parancsba adták, hogy az amerikai zászlót be kell vonni és helyette a britet kell felvonni. A hajó kapitánya ellenezte ezt, mivel a hadviselő ország zászlaja alatt hajója jogos célpontul szolgálhatott a németek számára. Röviddel ezután az U 36 megállította a Pass of Balmahát. Scott kapitány elkerülendő a hajója lefoglalását a brit tengerészgyalogosokat elrejtette a raktérbe és a brit zászlót visszacserélte az amerikaira. Az U 36 parancsnokát, Ernst Graeff sorhajóhadnagyot (Kapitänleutnant) nem győzte meg ez a cselnek vélt lépés és a Pass of Balmahát Cuxhavenbe küldte további ellenőrzések elvégzésére. Scott kapitányt és legénységét bosszantotta a britek beavatkozása és ezért a tengerészgyalogosokat továbbra is elzárva tartották a raktérben, holott a tengeralattjáróról csak egyetlen német szállt át.
A Pass of Balmaha sértetlenül érkezett meg Cuxhavenbe. A hajója ellenőrzésére érkező németeknek Scott elárulta, hogy a fedélzeten brit katonák is tartózkodnak és ők így a németek fogságába kerültek. Az együttműködő amerikaiaknak a németek szabad eltávozást biztosítottak egy semleges országba, de a Pass of Balmaha a német haditengerészet tulajdonába került hadizsákmányként.

## Átépítése

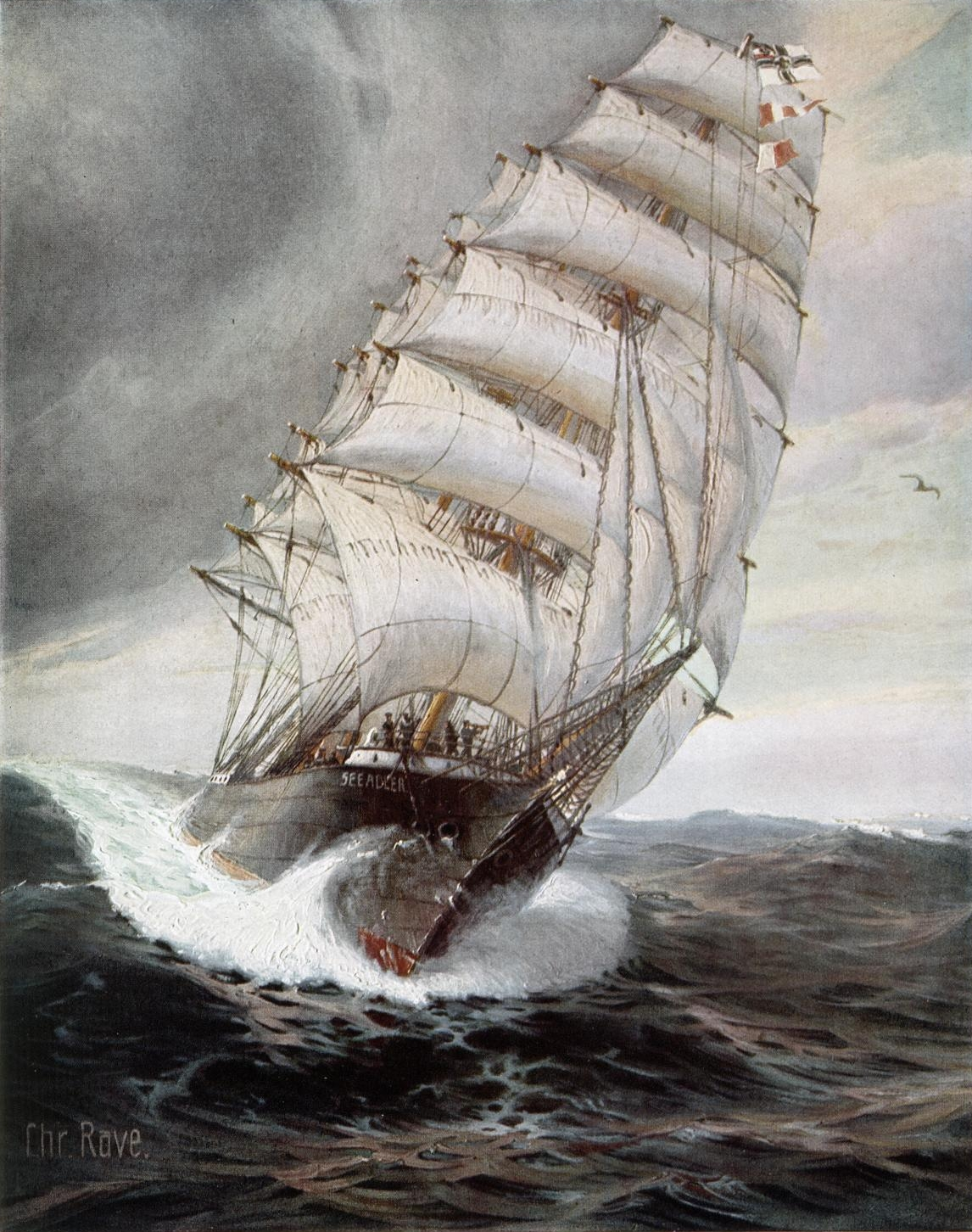
A Seeadler Christopher Rave festményén
(1921 körül)

A vitorlás hajók segédcirkálóként való alkalmazásának ötlete Alfred Kling tartalékos tengerészhadnagytól származott, aki a háború előtt a Hamburg-Süd hajótársaságnál teljesített szolgálatot első tisztként. Kling részt vett Wilhelm Filchner 1911-1913 közötti déli-sarki expedícióján és 1916-ban a D 4 jelű torpedónaszádon teljesített szolgálatot, mikor elképzeléseit ismertette feljebbvalóival. Az Admiralstabnál az ötlethez először szkeptikusan álltak hozzá, de az ötletgazdával folytatott személyes megbeszélések meggyőzték a főtiszteket a terv kivitelezhetőségéről. A szigorú titoktartás végett ezután mellőztek bármiféle írásos információtovábbítást a tervvel kapcsolatban. Az átalakítandó vitorlásnak a Pass of Balmahát szemelték ki és 1916 júliusában Geestemündében láttak hozzá az átalakítási munkálatoknak, melynek eredményeként a hajónak úgy kellett kinéznie, hogy még a blokádon való megállítása során a fedélzetére lépő britek előtt is rejtve maradjon a valódi kiléte.
Fő fegyverzetét két 10,5 cm-es gyorstüzelő ágyú alkotta, melyeket a hajó orr-részén egymás mellett helyeztek el és lehajtható oldalfalakkal voltak álcázhatók. A fegyverzetét két géppuskával egészítették ki. Az egyik géppuskát számos kézi lőfegyverrel együtt az árbóc üreges részeiben helyezték el, számolva azzal az eshetőséggel, hogy fennakadna a blokádon és mint gyanús hajót brit tengerészgyalogsággal ellátva tüzetesebb ellenőrzés céljából egy brit támaszpontra küldenék. Útközben a németek rajtaütésszerűen lefegyverezhették volna a briteket, mely fellépésnek egy a magasból rájuk szegezett géppuska erős nyomatékot adhatott. Erre az esetre felkészülve a brit tisztek várható tartózkodási helyét, a szalon padlózatát csapóajtóként alakították ki, hogy az akció megadott jelére ők az alattuk lévő helyiségbe essenek le, ahol már felfegyverzett németek várnak rájuk.
A leendő foglyok számára tartották fenn az egész köztes fedélzetet, helyet adva összesen mintegy 400 főnek a haditengerészetnél szokásos minőségű elhelyezéssel. Ivóvízből a hajó 360 t-t tudott magával vinni. A tisztek számára két-háromfős hálókat alakítottak ki, és külön helyiségek voltak az inasaik számára, akiket maguk mellé vehettek. A foglyok számára jelentős mennyiségű angol és francia nyelvű kötetből álló könyvtárat vittek a fedélzetre.
A legénység tagjait vitorlás hajók kezelése terén jártas, részben norvégul folyékonyan beszélő tengerészekből állították össze. Kling hadnagy személyesen válogatta ki őket és többen közülük már részt vettek vele együtt az antarktiszi expedíción. Bár lényegében minden szervezési feladatot Kling végzett, röviddel a bevetés előtt gróf Felix von Luckner sorhajóhadnagyot nevezték ki a hajó parancsnokává, mivel a haditengerészet vezetőségénél úgy tartották illendőnek, ha egy aktív állományban lévő tengerésztiszt vezeti a hadihajót. Luckner adta a hajójának a Seeadler nevet.

## Blokádtörés

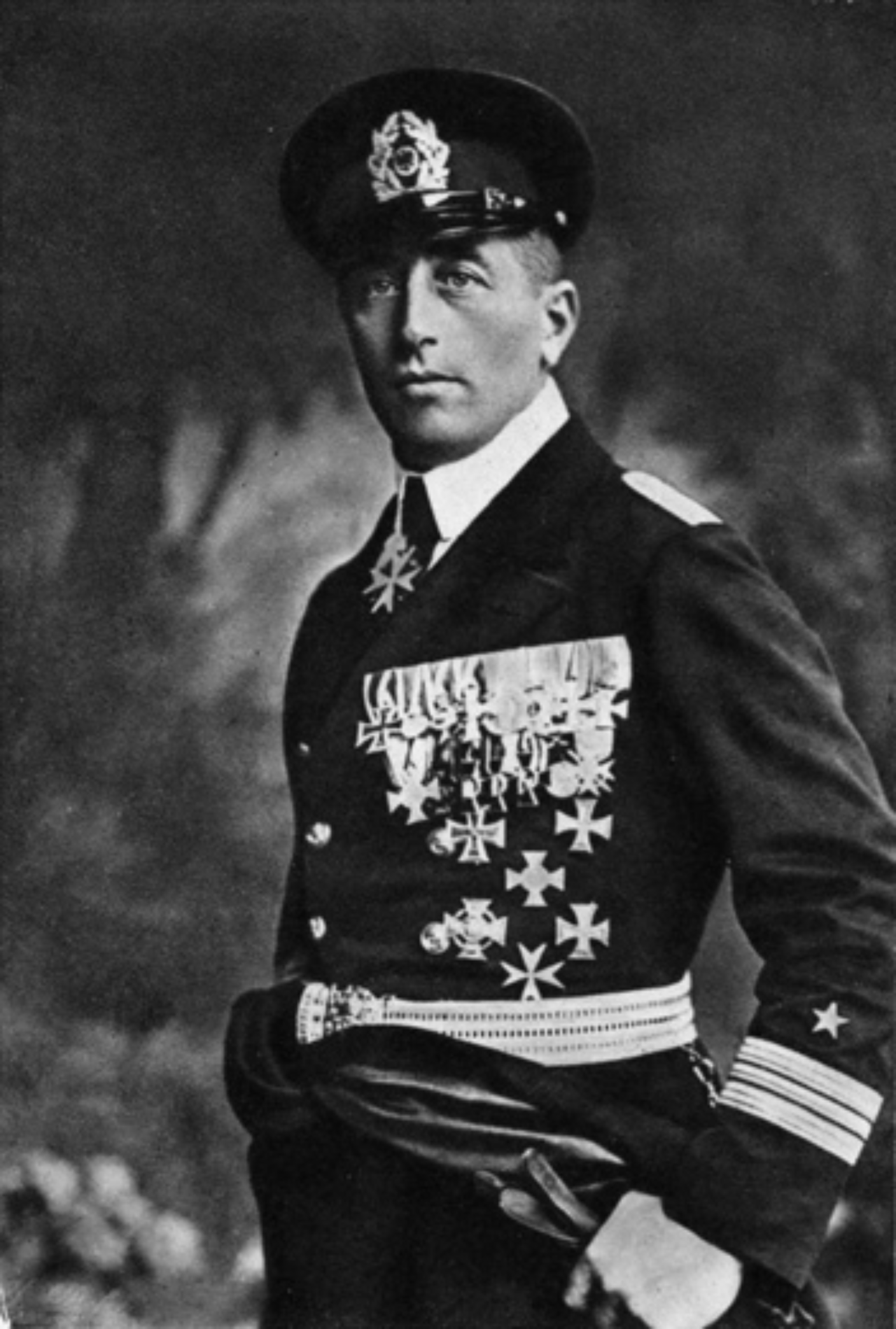
Felix von Luckner gróf

Luckner gróf 1916. december 2-án a Bremerhavenhez közeli Blexen kikötőjében állította szolgálatba a segédcirkálót. A tiszteknek és a legénység tagjainak a blokádon való áttörésig civilnek kellett öltözködniük és norvég papírokkal látták el őket. A Seeadler szeptember 12-ig jelentős mennyiségű faanyagot vett a fedélzetére, hogy külsőleg teherszállítónak tűnjön. Maletta néven norvég zászló alatt kellett megpróbálnia átjutni a blokádon, mivel ekkor egy ilyen nevű, rá hasonlító hajó horgonyzott Karlskrona kikötőjében és a valódi teherszállítóhoz hasonlóan december végén – de még valamivel az előtt – kellett elhagynia az Északi-Fríz-szigetekhez tartozó Norderaue melletti várakozási helyét, kedvező délkeleti szélre várva. Miután ez a hajó még a Seeadler előtt kifutott, új neve a Calliope lett, amit szintén le kellett cserélni, mikor kiderült, hogy a hasonló nevű vitorlás épp Angliában tartózkodik. Végül december 14-én az Irma nevet kapta egy ekkor Arendalban lévő vitorlás után.
December 17-én érkezett a segédcirkálóhoz az S 128 jelű torpedónaszád a kifutást engedélyező paranccsal, azonban a bevetés számára hátrányos jó időjárás miatt december 21-ig vártak. E napon délben vitorlát bontottak és kihajóztak. A 10-es erősséget is elérő délkeleti szélben és nagy hullámzásban a 13 csomós sebességet is elérték, miközben átszelték az Északi-tengert. A Feröer-szigetek és Izland között jutottak ki az Atlanti-óceánra és egész eddig mindössze egy gőzhajót észleltek.
December 25-én 09:00-kor bal oldalt hátul egy gőzhajót észleltek, mely feléjük vette az irányt. A Seeadler az erős hátszél mellett megtartotta az eddigi útirányát, de két tisztnek és 41 főnyi legénységnek azonnal el kellett rejtőznie, mivel a papírok szerint a kapitányon kívül csak 3 kormányos és 17 tengerész szolgált rajta. Ez a 21 ember mindegyike beszélt norvégul. A lebukás esetére a Seeadlert előkészítették a robbantással való azonnali elsüllyesztéshez. A Greif és a Leopard által tanúsított ellenállásra nem volt lehetőség, mivel a vitorlás csak a megtévesztés révén törhetett át a blokádon. 10:30-kor a brit segédcirkáló, mely minden bizonnyal a Patia lehetett, megállásra szólította fel a vitorlást és vaktölténnyel leadott lövéssel adtak nyomatékot a felszólításnak. A Seeadler engedelmeskedett és felvonták rajta a norvég zászlót. A fedélzetére átszálló három brit tengerész fegyvertelenül érkezett és a papírokat ellenőrizve mindent rendben találtak.
A britek távozásakor a csónakjuk a tat felé sodródott el, ami nagyon veszélyes volt a németek számára, mivel a tiszta vízben könnyen észrevehették volna a hajócsavart. A kritikus pillanatokban azonban sikerült elterelni a figyelmüket, így a Seeadler nem lepleződött le.

## Portyázás az Atlanti-óceánon

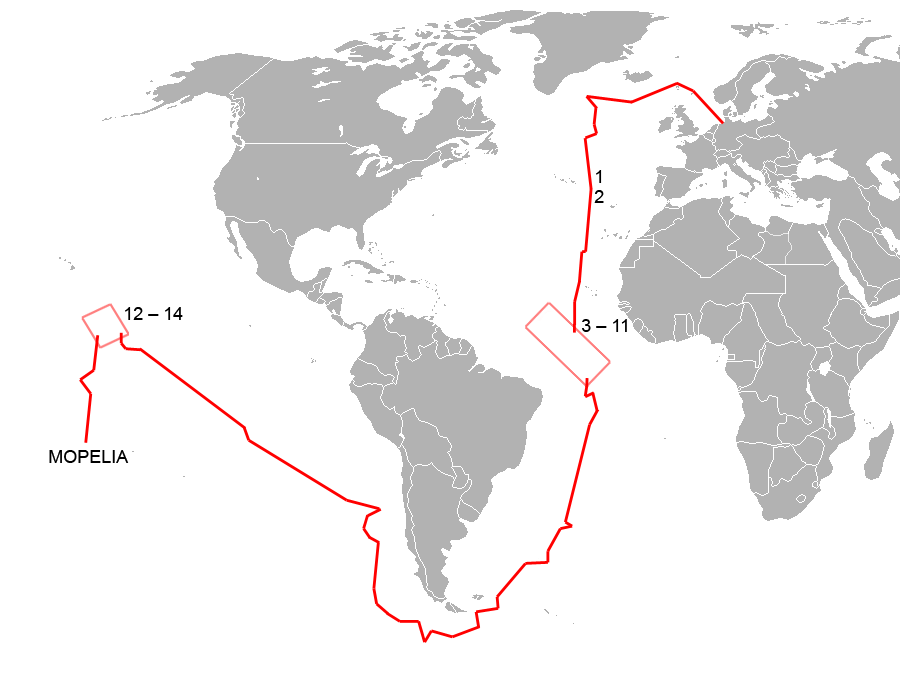
A Seeadler útvonala

Január 3-ig rossz időjárási körülmények között folytatta útját a segédcirkáló és ekkor a kereskedelmi útvonalakon kívül eső területre érve (É 55, Ny 28) megszabadult a farakománytól és az eddig a raktérben lévő két lövegét a hajóorrnál felszerelték, majd másnap belőtték őket. Ezzel egyidőben a nevét Malettára változtatták.
A legénység az árbóc üregében elrejtett német egyenruhákat vette magára és a szintén itt elrejtett kézifegyverekkel fegyverezte fel magát.
Január 9-én észlelték az első hajót és a németek úgy választották az útirányukat, hogy annak közelében keresztezzék a pályáját. A feketére festett hajótól megérdeklődték a kronométer állását és az az üzenetváltáskor a brit lobogót vonta fel. A Seeadler ezután vele párhuzamos irányra állt, majd hamarosan felvonta a hadilobogót és megállásra szólította fel egy figyelmeztető lövés leadásának kíséretében. Azonban a gőzhajó nem állt meg, hanem gyorsítani kezdett egy újabb figyelmeztető lövés leadása ellenére is. A Seeadler ekkor beindította a segédmotorját és a brit gőzös után eredt. Két eléje leadott újabb lövés után az ötödik lövés már a tatrészét érte és tüzet okozott. Ekkor már megállt a brit hajó, mely a Gladys Royle (3268 BRT) volt és 3700 t szenet szállított. Luckner a két hajóval a kereskedelmi útvonalat déli irányban hagyta el, hogy az ellátmányt biztonságos körülmények között vehessék át. A vegyes nemzetiségű legénységet (barbadosiak, spanyolok, portugálok, oroszok) és a brit tisztjeiket a Seeadler a fedélzetére vette, majd a Gladys Royle-t robbanótöltetek segítségével elsüllyesztette.
Már másnap délután észlelték a következő áldozatot és ismét keresztező haladási irányra álltak. Az első alkalomhoz hasonlóan játszódott le minden, mindössze annyi különbséggel, hogy már a negyedik lövés találat volt és szükség volt még egy találat elérésére a gőzhajó megállításához. A brit Lundy Island (3095 BRT) 4500 t cukrot szállított Franciaországba. A kapitányának nem volt szerencséje, mert egy hajóját már a Möwe korábban elsüllyesztette. Mint kiderült, Barton kapitány azért igyekezett elmenekülni, mert az előző alkalommal aláírattak vele egy papírt, ami alapján ő úgy vélte, többet nem hajózhat a háború alatt és ezért ha elfogják, egyből felakasztják. A dokumentum azonban csak azt tartalmazta, hogy a háború alatt nem foghat fegyvert Németország (és szövetségesei) ellen. A hajót tüzérségi tűzzel gyors úton elsüllyesztették.
Legközelebb január 21-én a francia Charles Gounod vitorlást (2199 BRT) fogták el, mely Durbanből szállított 3300 t kukoricát Nantes-ba. Legénységének átvételét követően ezt is hamar elsüllyesztették.
Január 28-án az óceánon délnek tartó Seeadler egy fehérre festett háromárbócos vitorlást észlelt, melyről a színe alapján feltételezte, hogy brit lehet. Az észlelt sóner maga hívta közelebb a segédcirkálót, mivel nem tudta kivenni annak zászlóját. A brit Percé vitorlás (364 BRT) Halifaxból tartott hal- és faszállítmányával Santosba. A mindössze hétfős legénysége átvétele után robbanótöltettel elsüllyesztették.
A Seeadler a következő egy hetet is a La Platától északra vivő útvonalon töltötte és február 3-án reggel észlelte a francia Antonin vitorlást (3071 BRT), mely Iquique-ből szállított pétisót Brestbe. Négy robbanótöltettel süllyesztették el a 31 fős legénysége és a készletei átvétele után.
A Seeadler ugyanezen a területen cirkált és 9-én itt fogta el az olasz Buenos Ayres vitorlást (1811 BRT). Az olasz hajó a szél felőli oldalon volt, de a németek megállásra való felszólításából arra következtettek, hogy az idegennek fontos közlendője lehet, ezért egyből felé vették az irányt és ez megkönnyítette a becserkészését. Antofagastából 2760 t pétisóval volt úton Gibraltár felé. Elsüllyesztésére a kontraband szállítása miatt került sor.
Még mindig az Egyenlítőtől valamivel északra portyázva 19-én a brit Pinmore négyárbócost (2431 BRT) – melyen korábban Luckner gróf matrózként szolgált – fogta el a segédcirkáló, mely hajó Buenos Airesből szállított 3706 t kukoricát az Azori-szigetekre. A csaknem teljesen skandináv tengerészekből álló legénységének átvételét követően robbanótöltetek segítségével süllyesztették el.
Február 25-én egy dán felségjelzés alatt haladó négyárbócos tűnt fel a láthatáron, melyet Luckner ellenőrizni akart. Mivel nagy volt közöttük a távolság, a vitorlákat bevonták és dízelmotorhajtásra váltva közelítettek hozzá. A második figyelmeztető lövés leadása után a hajó megállt. A Vicking nevű dán hajó Buenos Airesből tartott Koppenhágába kukoricaszállítmányával és számos papírján a német főkonzulátus pecsétje szerepelt, így szabadon folytathatta útját. A dánok kimondottan előzékenynek mutatkoztak és a hajó tisztán dán legénysége az elváláskor háromszoros hurrával búcsúzott el a segédcirkálótól.
Másnap, 26-án a British Yeoman vitorlás (1953 BRT) került terítékre. A brit hajó (3000 t) búzát szállított Buenos Airesből Nantes-ba. A fedélzetén 21 fő tartózkodott, köztük egy nő is. Robbanótöltetekkel süllyesztették el a készleteinek átvétele után. 26-27-ike éjjelén észleltek egy újabb vitorlást, melyet üldözőbe vettek és hajnalban megállásra szólítottak fel. A francia La Rochefoucauld (2200 BRT) Iquiquéből szállított (3113 t) pétisót Rochefort-ba. Ezt a hajó tüzérségi próba keretében süllyesztették el a fedélzeti fegyverekkel.
Március 5-én a Dupleix (2206 BRT) vitorlással egy újabb francia hajót fogtak el és semmisítettek meg. A 3057 t pétisó rakományát egy észak-francia kikötőbe szállította volna.
Március 10-én haladt át a Seeadler az Egyenlítőn, hogy a déli féltekén folytassa a kereskedelmi harcát.
Március 11-én egy északnak tartó gőzhajót fogott el a Seeadler a dízelhajtómű által elérhető teljes sebességét igénybe véve. Az áldozat először menekülni próbált. A Seeadler negyedik lövésével találatot ért el a hídja közelében és ezzel kiiktatta a rádióadóját, megsebesítve egy tengerészt, az ötödik lövése pedig a még mindig menekülni igyekvő hajó egyik gőzvezetékét tette tönkre. A kiáramló gőz négy embert sebesített meg. A brit Horngarth (3609 BRT) a La Platáról szállított 5700 t kukoricát Plymouth-ba. A hajót robbanótöltetekkel süllyesztették el. A súlyosan sebesült tengerész másnap elhunyt. Ő volt a Seeadler portyázásainak első halálos áldozata és vallási ceremónia keretében temették hullámsírba.

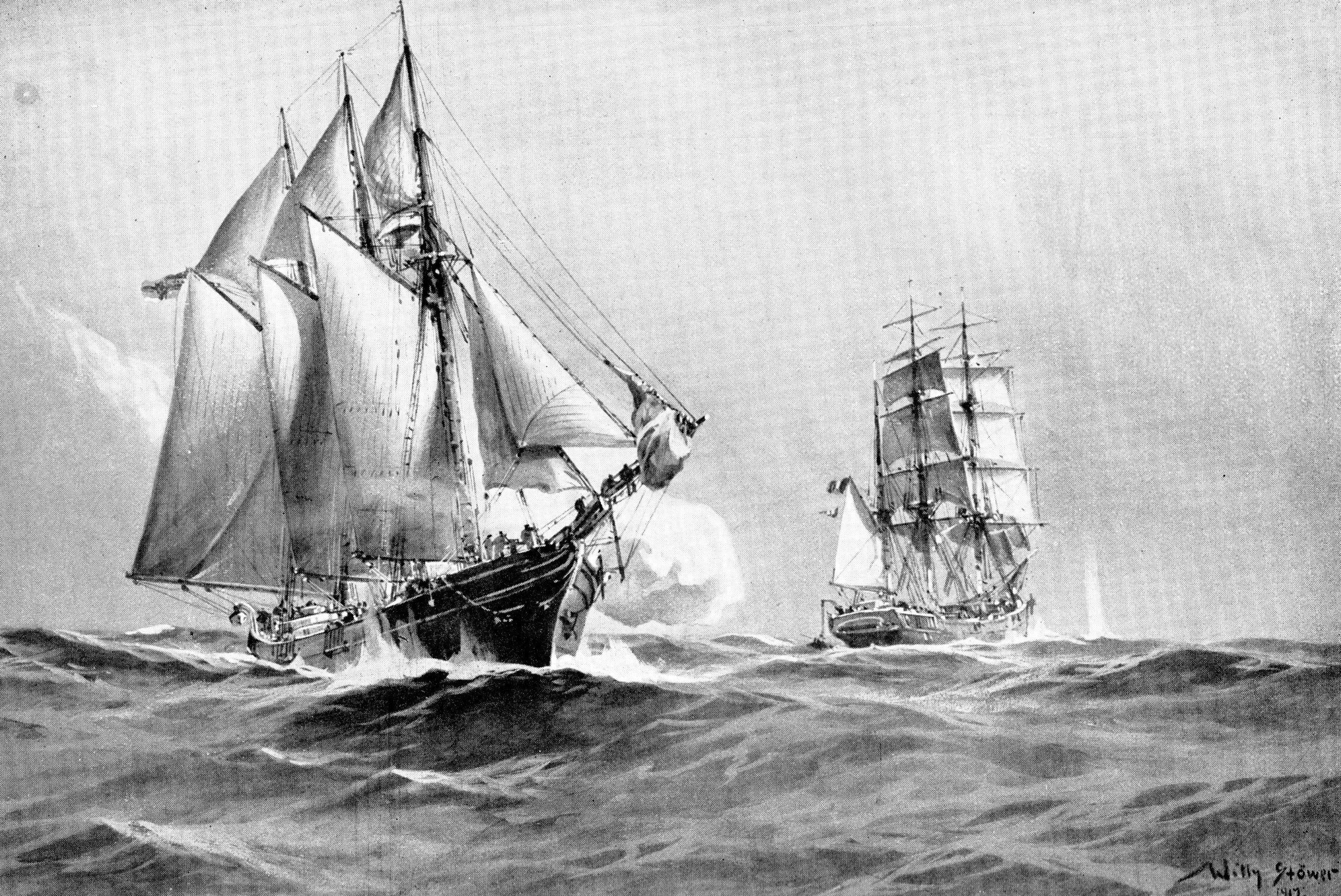
A Seeadler elfogja a Cambronne barkot
(Willy Stöwer ábrázolásában)

A segédcirkáló március 21-ig a vitorlás hajók útvonalán portyázott. Ezen a napon állította meg a Cambronne francia vitorlást (1863 BRT), mely Antofagastából szállított pétisót Buenos Airesbe. Ezt a hajót azonban nem süllyesztették el, hanem átszállították rá a Seeadler által foglyul ejtett 267 főt. Az ő számuk eddigre már négyszerese volt a német legénységének és a további foglyok elhelyezése gondot okozott volna. 
A szabadon bocsátott valamennyi tengerésznek márkában kifizették a fogságba esésüktől számított munkabérét. A hét órán át tartó áthajózási művelet során a különböző hajók legénységeit egyben szállították át és több alkalommal a szabadon engedettek háromszoros hurrával búcsúztak a fogvatartóiktól. Az áthajózottakat kötelezték a hajó kontrabandnak minősülő rakományának a tengerbe szórására. A hajó vitorlázatát megcsonkították, hogy csak lassan érhesse el a Rio de Janeirót, ahova a Pinmore volt kapitánya vezetése alatt érkeznie kellett.

## A Horn-fok megkerülése - Portyázás a Csendes-óceánon
Ezt követően a Seeadler tovább haladt déli irányba, hogy a Horn-fok felé vezető útvonalak mentén portyázzon, mivel a megszerzett újságok szerint a La Platánál még csak kevés számú hajó volt gyülekezőben. Március 24-én a segédcirkáló háromnapos viharba került, ami miatt alig tudott előrehaladni. Szerencséjére a Cambronne nem találkozott más hajóval a Rióba vezető úton és oda csak március 30-án érkezett meg. Amennyiben röviddel a szétválásuk után egy rádióval felszerelt hajóval találkozott volna, az könnyen a Seeadler tevékenységének a végét jelenthette volna.
A segédcirkáló Brazíliába érkező volt foglyai beszámoltak arról, hogy a németeknél a Horn-fokot ábrázoló térképeket láttak, amiből az admiralitásnál arra következtettek, hogy a Seeadler a Csendes-óceánra kíván áthajózni. A Dél-Amerika keleti partjainál lévő hét cirkálóból hármat (Lancaster páncélos cirkáló, Otranto és Orbita segédcirkálók) azonnal délnek küldtek az elfogására.
Április 2-től a Seeadler ismét erős viharba került, dél-délkelet irányú széllel, ami akadályozta az előrehaladásban. Ezen a napon fogtak egy uruguayi állomás és a brit Macedonia segédcirkáló közötti rádióüzenetet, melyben a Seeadler jelentette veszélyre figyelmeztettek: 
„Külsőleg vitorláshajónak tűnő, segédmotorral felszerelt ellenséges segédcirkálóval való találkozás lehetséges a tengeren. Vigyázzatok magatokra.”
Április 3-án a 10-esről 7-es erősségűre mérséklődő szélben a Seeadler folytatni tudta az útját délnek. A Falkland-szigeteki rádióadó jelzéséből tudták meg április 6-án a Seeadleren, hogy az Egyesült Államok hadat üzent Németországnak. 
Mikor azon a területen haladtak át, ahol a falklandi csata pár évvel korábban megvívásra került, ünnepélyes keretek között egy Vaskeresztet helyeztek a vízbe az elveszett cirkálók és legénységük tiszteletére. Április 16-án a Horn-foktól délre a segédcirkáló rendkívül erős viharba került, ami már-már felborulással fenyegette, de másnapra teljes szélcsend állt be. Az éjszaka folyamán Port Stanley-ből egy hosszú rádiójelzést adtak le. A Seeadler közvetlen közelében egy brit hadihajó az üzenet megismétlését kérte, hasonlóan tett két másik hadihajó is. Ebből a németek számára világossá vált, hogy a Horn-fok menti útvonalat a britek erősen őrzik és ezért úgy döntöttek, az előzetes tervekkel szemben nem keresik fel az itteni partokat ivóvíz szerzése céljából, hanem a vitorlás hajók útvonalán továbbhaladva egyenesen áthajóznak a Csendes-óceánra. Itt az amerikai kereskedelmi hajózásnak igyekeztek károkat okozni, feltételezve azt is, hogy az ausztrál gabonaszállítmányok se a Horn-fokot megkerülve, hanem a Panama-csatornán át közlekednek.
Április 18-án egy nagy, 10 000 BRT hajóterűre becsült gőzöst észleltek a Seeadlerről 15 tmf távolságban a hajózási útvonalak metszéspontjában, melyről a magas felépítményei alapján feltételezték, hogy egy brit segédcirkáló lehet. A Seeadler számára kedvező fényviszonyoknak és a britek figyelmetlenségének tudták be, hogy nem vették észre és a 7-es erősségű szélben a segédmotorokat is igénybe véve el tudtak távolodni déli irányba a veszélyes szituációtól. A hajók tartózkodási helyeinek összehasonlítása alapján ezen a napon az Otranto volt hozzá legközelebb, de az adatok szerint ez is legalább 80 tmf távolságra volt tőle így aligha egy brit segédcirkálót észleltek a németek. Azonban az megállapítható volt, hogy április 17-19. között épp az Otranto és az Orbita között haladtak el.
Dél-Amerika nyugati partjainál a Cumberland és a Lancaster cirkálók kutattak a Seeadler után, előbbi a rádiójelek alapján a Juan Fernández-szigeteket használta támaszpontként, utóbbit pedig a Galápagos-szigetekhez küldték a Seeadler felkutatására. A két brit cirkáló a Seeadlerre nem jelentett veszélyt, mivel az átszelni készült az óceánt, hogy az Ausztráliából a Panama-csatorna felé vezető úton tevékenykedjen.
Az új vadászterület azonban csalódást keltett a németekben, mivel itt csak három kisebb vitorlást tudtak elfogni. Elsőként június 14-én az A. B. Johnson (529 BRT) vitorlást fogták el, mely 990 faanyagot szállított San Franciscóból az ausztrál Newcastle-be, és süllyesztették el másnap robbanótöltetekkel és tüzérségi tűzzel. A lángra kapó faszállítmánya egész éjjel égett és emiatt a németek a közelében maradtak abban bízva, hogy a lángok fénye a közelben elhaladó hajókat idecsalja. Ez a reményük azonban nem vált valóra és csak 17-én délután tűnt fel egy újabb vitorlás előttük. A dízelmotor segítségével sikerült beérni és kilenc figyelmeztető lövés leadásával az amerikai hajót engedelmességre bírni. Az R. T. Slade (673 BRT) 694 t koprával és 90 t faanyaggal volt úton Sydneyből San Franciscóba és másnap szintén a rakományának lángra lobbantásával süllyesztették el.
A Seeadler a június 18. és július 8. közötti húsz napban az Egyenlítőtől északra cirkált eredménytelenül, míg egy a vízkészletek feltöltésére alkalmas esős napon nagy távolságban egy sónert pillantottak meg róla. Az amerikai Manila (731 BRT) 1019 t szenet szállított az ausztráliai Newcastle-ből Honoluluba. Robbanótöltetek segítségével süllyesztették el.

## ASeeadlerelvesztése
A Seeadler július 23-ig egy adott vonal mentén folytatta a cirkálást, nappal északnak, éjjel délnek tartva, de miután a többheti portyázás nem járt eredménnyel és a hajóorvos jelentette az első beri-beri betegségre utaló jeleket a legénység tagjai között, az a döntés született, hogy kikötnek a Társaság-szigetekhez tartozó Mopelia szigetén. A lakatlannak jelölt sziget a leírások szerint gazdag volt halakban, kókuszdióban és teknősbékákban.
Július 27-én pillantották meg a korallzátonyhoz tartozó Vosztok–szigetet, mely az első szárazföld volt, amit a Seeadler legénysége Németország elhagyása óta láthatott. Két nappal később érkeztek meg Mopelia szigetéhez. A szigettől kb. egy km-re megálló Seeadler a két motorcsónakját a vízre tette, hogy a lagúna 25 m széles bejáratának vízmélységeit felmérjék, mivel csak ide behajózva tudhatták a hajójukat teljes biztonságban. Ekkor kiderült, hogy a bejáratnál csak 5 m mély a víz, így a 6 m merülésű segédcirkáló nem hajózhatott be a védett lagúnába. Ugyanakkor a bejárattól 50 m távolságra a korallból álló tengerfenék alkalmas a lehorgonyzásra. Amíg a szél délkeletitől kelet-északkeleti irányból fújt, addig a Seeadler biztonságban volt, de amennyiben a szél nyugatira váltott volna, az veszélyt jelentett volna rá, mivel a parttól 50-100 m távolságban a korallzátony víz alatti része meredekké vált. Ezért volt az, hogy csak egy szűk sávban vethetett horgonyt, mielőtt a víz még túl mély lett volna.
Az első lehorgonyzási kísérlet során a jobb oldali horgonyt túl korán engedték le és annak lánca 105 öl (közel 200 m) hosszan leszaladt a csörlőről. A nyílt víz felé sodródó hajóra csak a teljes legénység és a csörlőmotor több órás együttes megfeszített munkájával sikerült felvonni ismét a horgonyt.  A horgony egy része azonban a tengerfenékre való nagy erejű leérkezéskor letört. A Seeadler ezután újra part közelébe hajózott és 20 m mély vízben sikeresen horgonyt vetett. Bár eleinte stabilan rögzítettnek tűnt, este azonban nyilvánvalóvá vált, hogy a horgony nem akadt be megfelelően a tengerfenékbe, ami miatt a hajó ismét elsodródott. Másnap reggelre már 10 tmf távolságra volt a szigettől.

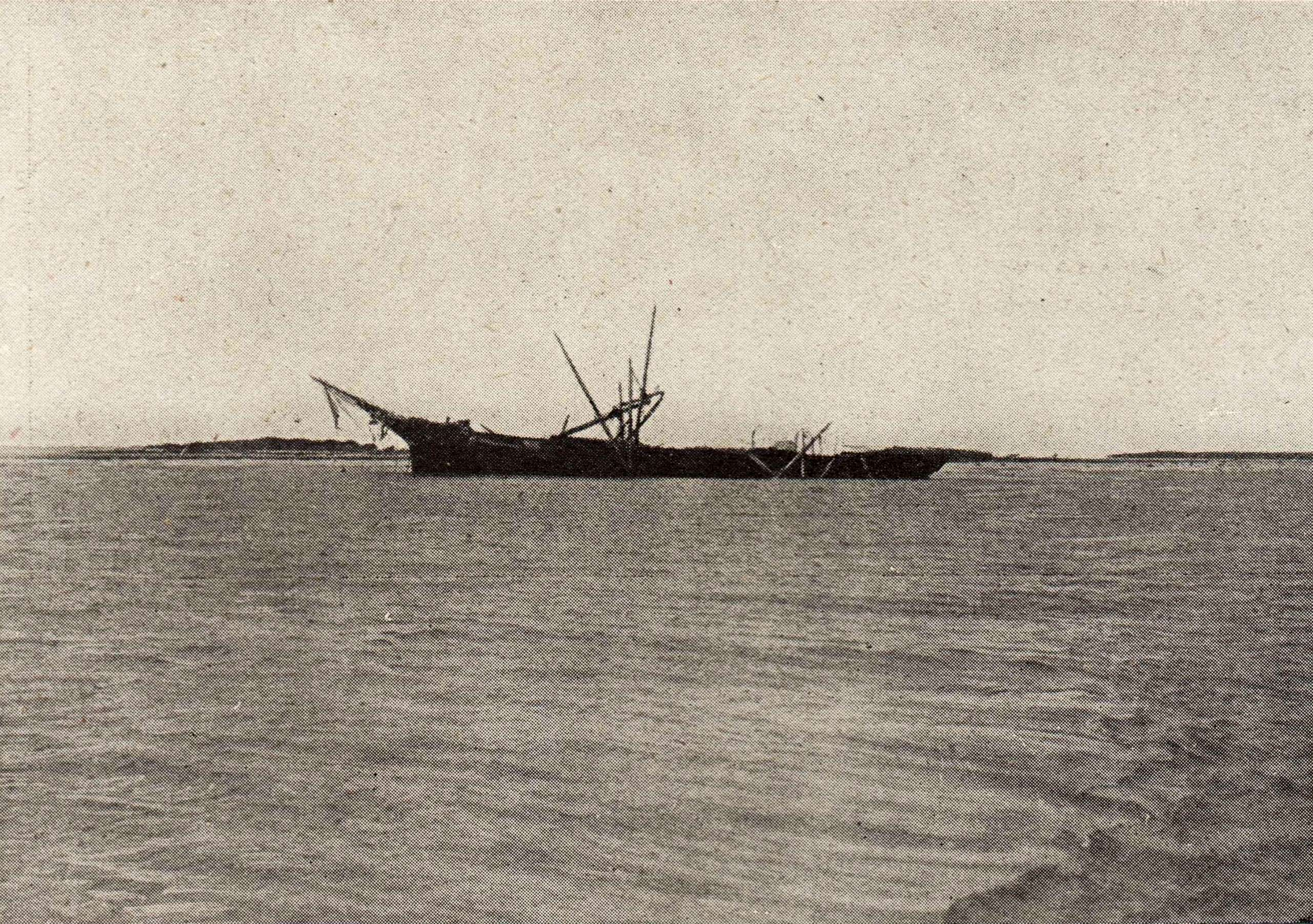
A zátonyra sodródott Seeadler roncsa Mopelia szigeténél (1918. január)

A partok újbóli megközelítése után 8–10 m mélységnél vetették ki a baloldali horgonyt és acélhuzallal kötötték ki a hajót a parthoz. A hirtelen fellépő nyugati szelek elleni védekezésül a taton bal oldalt egy kisebb horgonyt is leengedtek. Az északkeleti szelek az éjszaka folyamán veszélyesen közel sodorták a hajót a korallzátonyhoz, de attól végül sikerült távol tartania a legénységnek. Luckner leírása szerint mérlegelték azt a lehetőséget is, hogy a Seeadlert távolabb tartják a parttól és sodródni hagyják, hogy a zátonyok közelsége ne jelentsen rá veszélyt, ám végül úgy ítélték meg, az áramlatok miatt a segédmotort igénybe véve sokszor kellene korrigálni a helyzetét, holott a motor már jelentősen túllépte az elfogadhatónak ítélt üzemidejét és átfogó karbantartást igényelt. Emiatt döntöttek inkább a lehorgonyzás helyett.
Augusztus 2-án teljesen tiszta volt az időjárás és a tisztek egy része a legénység felével kimenni szándékozott a partra. Alig értek be a lagúnába, mikor a hajóról vészjelzésként szolgáló két ágyúlövést adtak le. Luckner azonnal visszafordult a hajójához, melyet a tiszta időben váratlanul feltámadt, 3-4-es erősségű északnyugati szél és a hullámzás a zátonyok felé sodort. Bár a dízelmotort öt perc alatt sikerült beüzemelni, a Seeadler még ugyanazokban a másodpercekben rásodródott a korallzátonyra és a hajótestet átdöfő éles korallok nem engedték elmozdulni. A hullámzás a tatját folyamatosan a zátonynak csapkodta és a hajócsavart a korallok elgörbítették. A zátonyról való lementésére tett két órán át tartó próbálkozás végén be kellett látni, hogy a hajó menthetetlenné vált, mivel a hajótest egyre nagyobb részét öntötte el a víz elől is. Ezután az ellátmányt és minden hasznosítható anyagot igyekeztek kimenteni róla. Augusztus 5-re a hajó megfeneklett a korallzátonyon.
Napokkal később robbantással távolították el az árbócait, azonban a robbanások lángra gyújtották a hajótestben felgyülemlett gázokat és ettől a hajó teljesen kiégett, használhatatlanná téve a két ágyút is.

## A legénység további sorsa

### Kling hadnagy vezette csoport

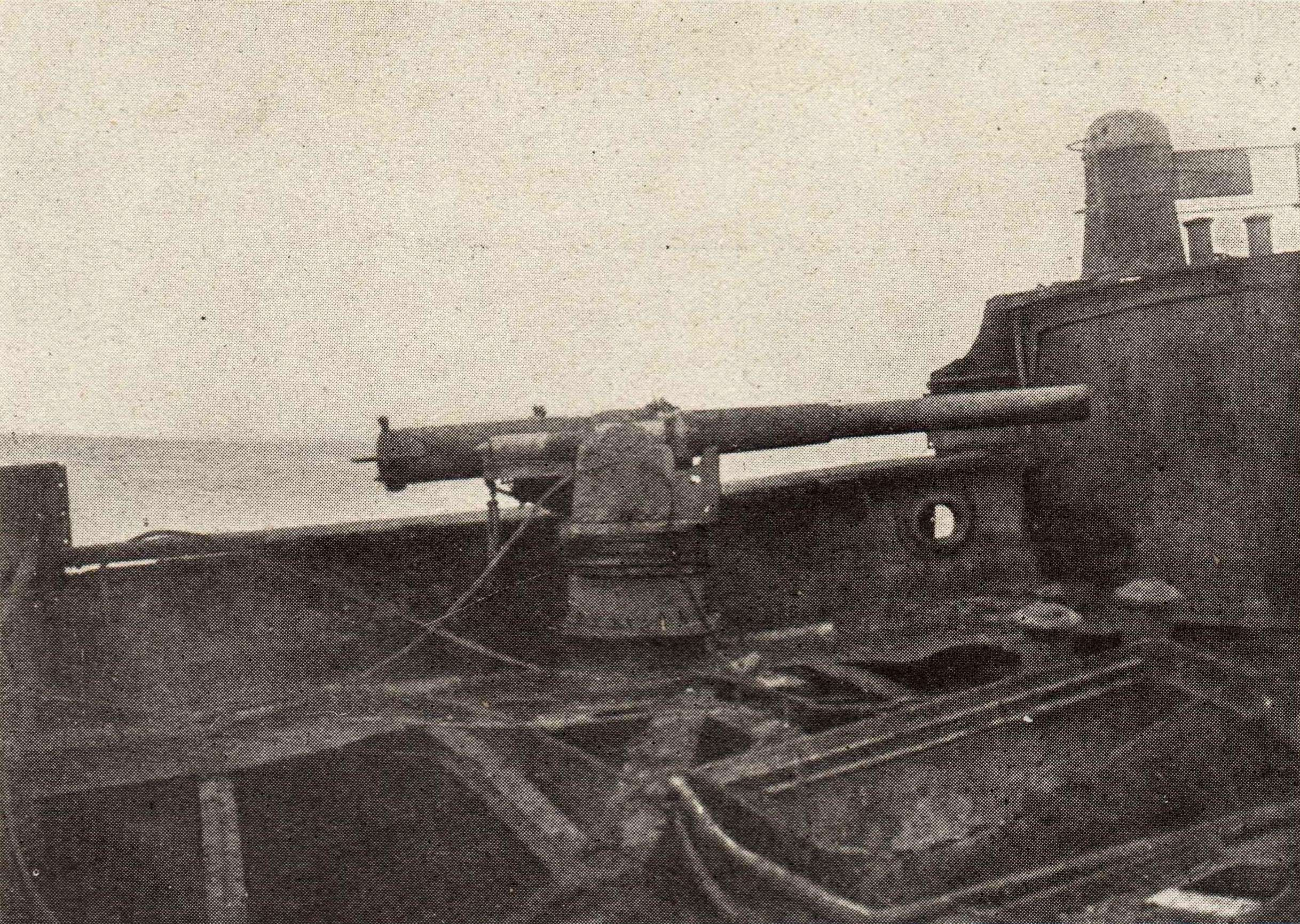
A Seeadler egyik ágyúja (1918. január)

A hajóról kimentett faanyagból és vitorlavászonból a parton sátrakat készítettek a legénység és a foglyok (29 férfi és egy nő) számára, a rádióállomást üzenetküldésre alkalmas állapotba hozták. A két 10,5 cm-es ágyú és a lőszerkészletük a hajón maradt. Az egyik nagyobb motorcsónakot felszerelték arra a feladatra, hogy egy ellenséges kereskedelmi hajót megközelítve hatalmába keríthesse azt. Luckner parancsnoksága alatt a motorcsónaknak a 300 tmf távolságra lévő Cook-szigetekhez kellett hajóznia és ha itt nem járt volna sikerrel, akkor Fidzsinél kellett ismét próbálkoznia. A Mopelia feletti parancsnokságot Luckner Kling hadnagyra ruházta.
A szigeten szeptember 1-re való éjjel a tengerszint két méterrel megemelkedett és az áradás elöntötte a sátortábort, elsodorva a felszerelések és az ellátmány egy részét. Ennek következtében a három helyett már csak egy hónapra való élelmük maradt. Az amerikaiak által sugárzott nyílt rádiójelekből feltételezték, hogy Lucknerék csónakját elfoghatták, mivel eddig csak kódolt üzeneteket sugároztak az ellenséges államok. Mindezek után Kling úgy döntött, hogy a négy csónakkal elhagyja a szigetet és megpróbál eljutni Batáviába.
Szeptember 5-én még a szigeten voltak, mikor feltűnt egy sóner, amit Kling az egyik motorcsónakkal kihajózva elfogott. A vitorlás a 126 BRT hajóterű francia Lutéce volt és Papeete-ről érkezett.
A francia zászló helyett a német hadilobogót vonták fel rajta és Ersatz Seeadler megjelöléssel szolgálatba állítottnak tekintették. A vitorlás ún. „kereskedelmi sóner” volt, ami azt jelentette, hogy a térség szigeteit járva árultak a fedélzetéről a helyieknek mindenféle terméket amire szükségük volt. A 22 éve Új-Zélandon épített hajó bár nagyon rossz állapotban volt, a férgek teljesen átjárták és a szivattyúnak gyakran intenzíven kellett kipumpálnia belőle vizet, hajózásra mégis kiválóan alkalmasnak bizonyult. Okulva a Seeadler szerencsétlenségéből a parttól távolabb álltak meg vele. A foglyokat megfelelő ellátmánnyal a szigeten hagyták vissza egy kis vitorlás csónakkal együtt, mellyel leghamarabb három hét alatt érhettek volna a következő szigethez.
Kling és emberei a zsákmányolt hajóval október 3-án érték el a Húsvét-szigetet. A chilei hatóságok képviselője hosszabb ideig engedélyezte a tartózkodást az ekkor már SMS Fortuna névvel illetett hajónak. Az út végére már süllyedező sónert a szigeten vontatták. Miután a hajógerinc és a fartőke hátsó része letörött, láthatóvá vált, hogy a hajó alsó részét a hajóférgek már teljesen szétrágták és csoda volt, hogy egyáltalán még a felszínen tudott maradni eddig.
A chilei hatóság engedélyével a rádióállomást a sziget egy 250 m magas pontján felállították, de a készülék hamarosan használhatatlanná vált az erősítő károsodása miatt. A németeket a szigeten nem internálták, hanem nagy mozgásszabadságot élvezve mozoghattak és a fegyvereiket is megtarthatták. 1918 januárjában egy chilei háromárbócos érkezett a Húsvét-szigetre és a kapitánya hajlandónak mutatkozott a németeket a következő úticéljáig, Talcahuanóig elvinni. Ide március 2-án érkeztek meg és a németeket az itt horgonyzó német Memphis gőzhajóra szállították, ilyen módon internálva őket. A fegyvereiket a helyi hatóságoknak adták át.

### A Luckner gróf vezette csoport

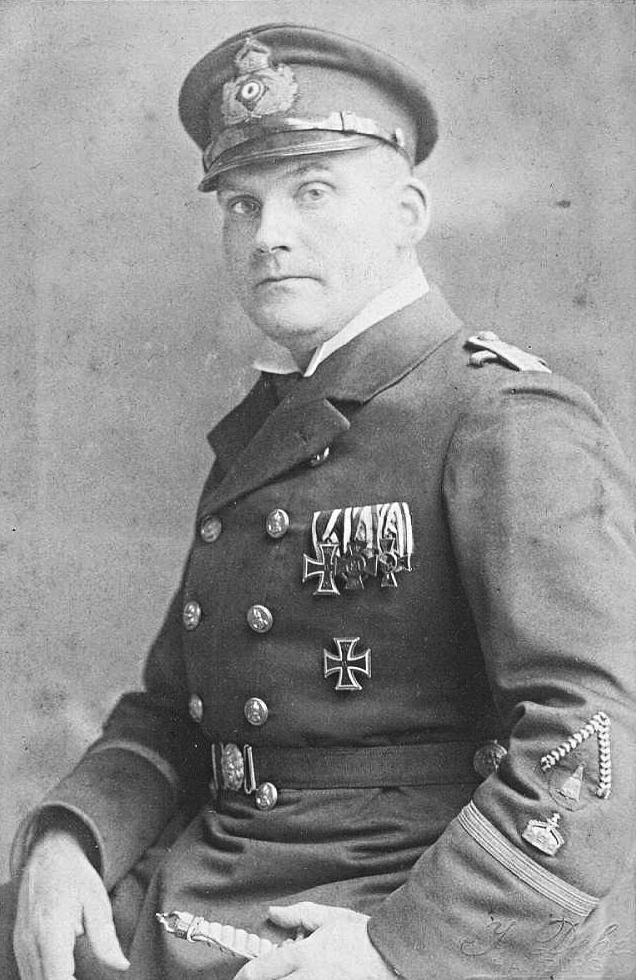
Carl Kircheiß 1921-ben

A Luckner által Kronprinzessin Cecilie névre keresztelt motoros kutter 1917. augusztus 17-én hagyta el Mopelia szigetét azzal a szándékkal, hogy előbb a Cook-szigeteket keresi fel, majd ha ott nem talál zsákmányul ejthető nagyobb hajót, akkor Fidzsi felé veszi az irányt. Ezt az utat 30 nap alatt teljesíthette napi átlag 60 tmf megtételével. A mindössze hat méter hosszú csónak fegyverzetét egy géppuska és két puska mellett néhány kézigránát és pisztoly képezte. Luckner gróf és Kircheiß hadnagy mellett további négy fő tartózkodott rajta. Az út harmadik napján megpillantották a Cook-szigetekhez tartozó, 300 tmf-re lévő Atiut. Ide érve azt a látszatot keltették, hogy ők holland származású amerikaiak, akik fogadásból vállalkoztak egy ilyen kisméretű hajóval az útra. A britek emiatt hagyták őket továbbhaladni, sőt az atiui kormányzati képviselő (resident) kérésükre még egy igazolást is kiállított számukra, hogy bizonyíthassák ittjártuk tényét.
Innen továbbhaladva augusztus 30-án érték el Aitutaki szigetet és itt is sikerült meggyőzni a brit tisztviselőt, aki szintén igazolást állított ki számukra az út folytatásához. Ezúttal norvég származásúaknak adták ki magukat, mert Atiun úgy értesültek, hogy ezen a szigeten holland kereskedők tartózkodnak és ez könnyen a lebukásukat okozhatta volna. Ezután egy hosszú, 13 napos szakasz következett, melynek során nem láttak szárazföldet és már a skorbuthoz hasonló tünetek jelentkeztek az utazóknál. A Riue szigethez érkezve sikerült kiegészíteniük az élelmiszerkészletüket friss gyümölcsökkel. Innen továbbhaladva 22-én a Fidzsihez tartozó Katafanga, majd Makaya szigeteket keresték fel, mely utóbbinál a viharos időjárás miatt több hajó is lehorgonyozva vesztegelt. Érkezésük után nem sokkal egy motorral felszerelt kétárbócos sóner érkezett a szigethez és Luckner úgy döntött, csellel a hatalmába keríti ezt a járművet. Engedélyt kértek a sóner kapitányától, hogy utasokként vele tarthassanak, amibe ő beleegyezett. Épp már ki akartak futni a sónerrel, mikor egy gőzhajó futott be és egy rendőrtiszt négy indiai katona kíséretében átszállt a sónerre. A németek nem védekezhettek, mivel nem voltak egyenruhában és a fegyvereik sem voltak kéznél. A fedélzetre lépő tiszt kérdésére, hogy honnan valók, Luckner elárulta, hogy ők a Seeadler tengerészei. Elfogásuk után Suvára szállították őket.
Itt először egy banki alkalmazott felügyelete alatt kimondottan jó körülmények között tartották őket fogva, majd az őt váltó százados a helyi fogdába záratta őket a tiltakozásuk ellenére. Nyolc nappal később a japán Izuma cirkáló érkezett a szigethez és a fedélzetén tartózkodó tengernagy a hajójára kérette a foglyokat. A látogatás után még aznap elhagyhatták a fogdát és egy brit teherhajóval Új-Zélandra szállították át őket, ahol a két tisztet, Lucknert és Carl Kircheiß hadnagyot az Auckland előtti Motuihe szigeten internálták. A négy másik foglyot a britek Wellingtonba szállították, ahol többször kínvallatásnak vetették őket alá, hogy kicsikarják belőlük a Seeadler hollétét.
Luckner és Kircheiß részletesen kigondolt és megszervezett szökési tervet készített és kilenc másik internált honfitársukkal 1917. december 13-án a sziget parancsnokának, Turner ezredesnek a Pearl nevű motorcsónakját elkötve elhagyták a szigetet. Sikerült elfogniuk egy sónert (Moa), mellyel vissza akartak térni Mopeliára a társaikért és – amennyiben lehetséges már egy gőzhajóval – Szamoán felkeressék Logan ezredest és megtorolják rajta a német nőkkel szemben tanúsított rossz bánásmódot. De mindezek előtt még felkeresték a Macauley szigetet, ahol az ideérkező brit Iris felfegyverzett kormányzati gőzös ismét elfogta őket. A németeket ezután a Mount Eden börtön súlyos bűncselekményeket elkövetők részlegében tartották fogva három hétig, majd visszaszállították Motuihére. Az internáló táborból a háború végén szabadulhattak.
Portyázásai során a Seeadler legénységét nem érte veszteség. Az egyetlen aki nem térhetett vissza hazájába, az Dr. Pietsch volt, a hajóorvos. Őt akkor vitte el a szívroham, mikor értesült Németország fegyverletételéről.

## Értékelés

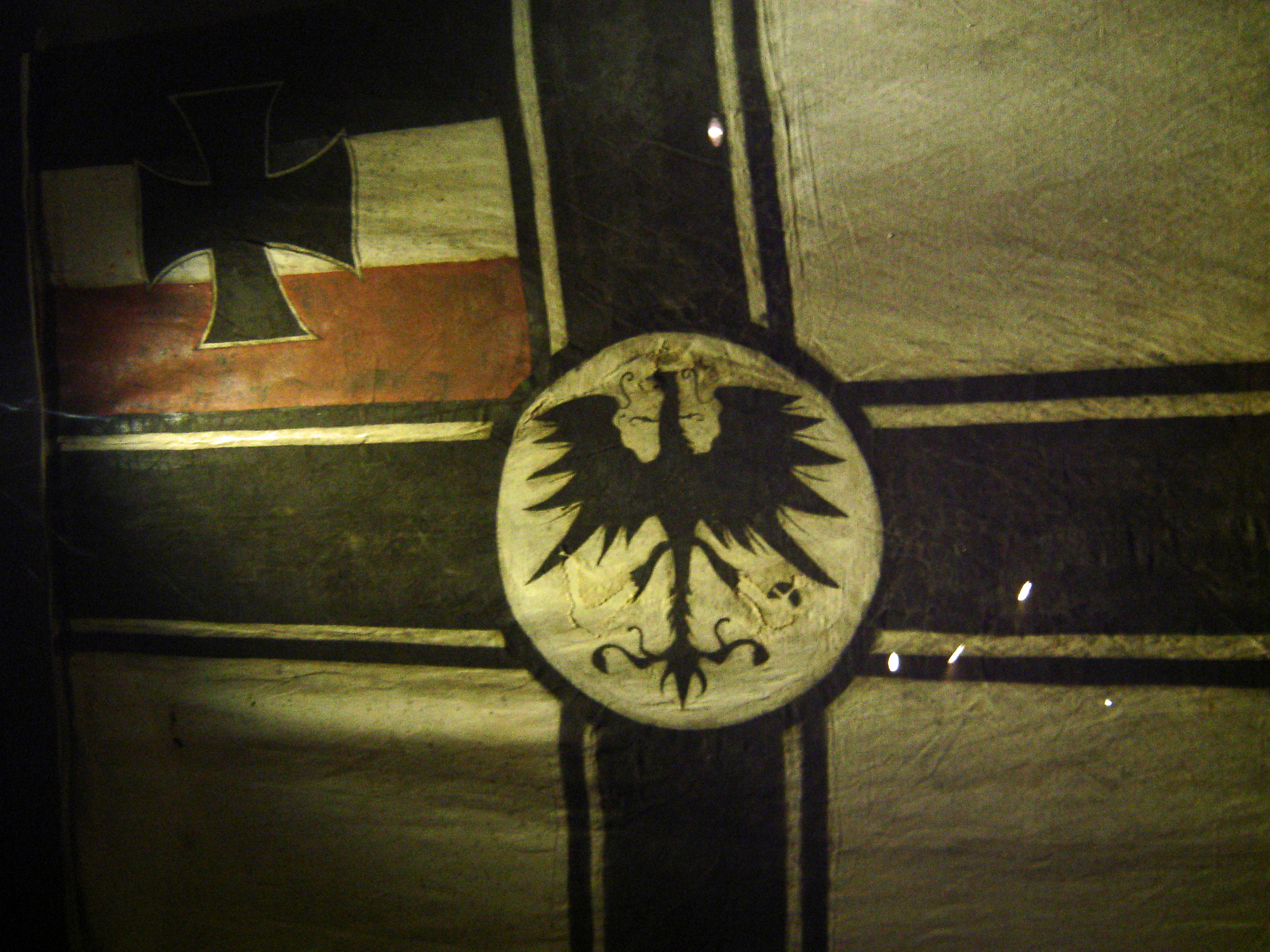
A Seeadler egyik hadilobogója
(Auckland War Memorial Museum)

A német történetírást szerkesztő Erich Raeder megítélése szerint a Seeadler útjának első fele az Atlanti-óceánon tett portyázással kifejezetten eredményes volt, míg a Csendes-óceánra való áthajózással ez már nem volt elmondható. A korallsziget felkeresése indokolt lépés volt a legénység számára biztosítandó pihenő miatt, azonban a Raeder szerint nem szabadott volna a hajót ilyen veszélyes helyen, mindössze 50 m távolságra a parttól lehorgonyozni, ehelyett a Seeadlernek a parttól távolabb, lehorgonyzás nélkül kellett volna várakoznia. A legénység tagjait is csak kisebb csoportokban szabadott volna a partra engedni, vagy legalábbis kellő számú őrséget rajta hagyni lehorgonyzás esetén, mint ahogy azt több tiszt javasolta is.
A Seeadler portyázásai a korallzátonyon való megsemmisülésével bár véget értek, még hetekig hatással volt az antant térségbeli műveleteire, mivel március végétől nem kaptak hírt a német vitorlásról. Az Egyesült Államok hadba lépését követően 1917 júniusában négy segédcirkálót küldött Brazíliába, hogy a La Platától északnak vezető útvonalakat segítsék biztosítani és a brazil haditengerészet is külön járőrözött a Seeadler fenyegetésétől tartva. Júliusban a franciák Rio de Janeiróba a felkutatásában való részvételhez küldték ki a Marseillaise páncélos cirkálót. Mivel a Wolf nagyjából akkor hajózott át az Indiai-óceánra, mint ahogy a Seeadler megkerülte a Horn-fokot, a britek úgy vélték, hogy a Wolf, a Möwe és a Seeadler összehangolták tevékenységüket és így nagyobb veszélyt jelenthetnek a hajóforgalomra.
Brit részről Dél-Amerika nyugati partjainál a Lancaster páncélos cirkáló mellett az Otranto, az Orbita és az Awoca segédcirkálók kutattak utána. A brit admiralitás csak szeptember 29-én szerzett tudomást arról, hogy a Seeadler Mopeliánál zátonyra futott és megsemmisült.

## Fordítás
- Ez a szócikk részben vagy egészben  a   SMS Seeadler (1888) című angol Wikipédia-szócikk ezen változatának fordításán alapul.  Az eredeti cikk szerkesztőit annak laptörténete sorolja fel. Ez a jelzés csupán a megfogalmazás eredetét és a szerzői jogokat jelzi, nem szolgál a cikkben szereplő információk forrásmegjelöléseként.
- Ez a szócikk részben vagy egészben  a   SMS Seeadler (Schiff, 1878) című német Wikipédia-szócikk ezen változatának fordításán alapul.  Az eredeti cikk szerkesztőit annak laptörténete sorolja fel. Ez a jelzés csupán a megfogalmazás eredetét és a szerzői jogokat jelzi, nem szolgál a cikkben szereplő információk forrásmegjelöléseként.